# Józsa Zoltán
Józsa Zoltán (Mezőkovácsháza, 1924. november 30. – Győr, 2005. február 7.) válogatott labdarúgó, balfedezet.

## Pályafutása

### Klubcsapatban
Mezőkovácsházán született, Eleken járt polgári iskolába. Innen került Győrbe tizenhat évesen. 1943-tól szerepelt a Győri ETO felnőtt csapatában. Lelkiismeretes, fáradhatatlan jól helyezkedő játékos volt, aki a védekezésben és a támadásokban is kivette a részét. 1958-as visszavonulását követően az ETO labdarúgócsapatánál gyúróként tevékenykedett 1984-ig.

### A válogatottban
1949 és 1950 között két alkalommal szerepelt a válogatottban.

## Statisztika

### Mérkőzései a válogatottban
| Magyarország | Magyarország      | Magyarország                | Magyarország  | Magyarország | Magyarország | Magyarország | Magyarország | Magyarország |
| #            | Dátum             | Helyszín                    | Hazai         | Eredmény     | Vendég       | Kiírás       | Gólok        | Esemény      |
| ------------ | ----------------- | --------------------------- | ------------- | ------------ | ------------ | ------------ | ------------ | ------------ |
| 1.           | 1949. október 30. | Újpest, Megyeri úti stadion | Magyarország  | 5 – 0        | Bulgária     | barátságos   | -            | 70'          |
| 2.           | 1950. június 4.   | Varsó                       | Lengyelország | 2 – 5        | Magyarország | barátságos   | -            |              |
|              | Összesen          |                             |               | 2            | mérkőzés     |              | 0            | gól          |